# L'attenzione (film)
L'attenzione è un film del 1985 diretto da Giovanni Soldati, liberamente tratto dall'omonimo romanzo di Alberto Moravia.

## Trama
Livia, proprietaria di una sartoria, è una donna di mezza età che vive con la figlia Monica ed è sposata con un giornalista, Alberto Merighi.
Entrambi vivono una profonda crisi matrimoniale e, pur non essendo ufficialmente separati, si frequentano poco a causa anche delle lunghe trasferte all'estero di Alberto. Quando il marito si ripresenta a casa, di ritorno da un viaggio di lavoro di sei mesi, Livia cerca di ridestare le sue attenzioni verso di sé, ma Alberto non è più attratto da lei come una volta e sembra pensare ad altro.
Un giorno Alberto riceve la telefonata di Graziella, una donna conosciuta tempo prima, la quale gli chiede di incontrarlo. Monica, attraverso un altro telefono della casa, origlia la conversazione. Alberto si presenta all'appuntamento con Graziella la quale fissa, per lui, un incontro con una ragazza, Maria. Alberto si reca in un appartamento di una zona residenziale in periferia dove lo attende Maria. Maria invita Alberto ad entrare con lei in una stanza dove la ragazza comincia a spogliarsi. Da una stanza accanto Livia osserva di nascosto la situazione. Successivamente Alberto incontra un'altra ragazza nello stesso appartamento e sempre con Livia che osserva in segreto.
In realtà l'appartamento è stato acquistato da Livia per i suoi genitori che però non sono intenzionati a cambiare casa; perciò Livia decide di regalare l'appartamento alla figlia Monica. Alberto, dopo aver letto un biglietto, viene attirato ancora nel solito appartamento, ma stavolta vi trova, distesa sul letto, la figliastra. Sconvolto, corre alla sede del giornale dove gli viene proposto di partire per curare un servizio in Sudamerica. Alberto dà la notizia a Livia invitandola a partire con lui. Livia è felice e si prepara per il viaggio ma, quando scopre Alberto tra le braccia di Monica davanti alla porta del suo appartamento, fugge in preda alla disperazione. Alberto, messosi alla ricerca della moglie, si reca nella sua sartoria e scopre che le ragazze incontrate nell'appartamento sono dipendenti di Livia; poco dopo una telefonata avverte Alberto che Livia è rimasta vittima di un incidente stradale.
Alberto Merighi si sveglia quindi dal sonno durante un viaggio in aereo: all'arrivo in aeroporto trova Livia ad attenderlo.